# Věc: Počátek
Věc: Počátek (v původním anglickém znění The Thing) je americký filmový horor s prvky sci-fi z roku 2011 režírovaný nizozemským režisérem Matthijsem van Heijningenem ml. Scénář napsal Eric Heisserer podle literární předlohy amerického spisovatele a redaktora sci-fi časopisů Johna W. Campbella Kdo je tam? (anglicky Who Goes There?).
Věc: Počátek je prequel k filmu Johna Carpentera z roku 1982 Věc, příběh končí v momentě, ve kterém začíná Carpenterův snímek. Vykresluje tým zejména norských a amerických vědců z antarktické základny, který odhalí v ledu zmrzlou mimozemskou formu života. Členové vědeckého týmu si uvědomí příliš pozdě, že mimozemský tvor je stále živý a dokáže kopírovat lidské buňky.

## Obsazení
| Mary Elizabeth Winstead  | Kate Lloydová - americká paleontoložka. Na rozdíl od role R. J. MacReadyho (Kurt Russell) ve filmu Věc její role byla napsána tak, aby se blížila postavě Ellen Ripleyové ze sci-fi ságy o vetřelci. |
| Joel Edgerton            | Sam Carter - americký pilot helikoptéry a veterán války ve Vietnamu, má na starosti dodávky materiálu na základnu.                                                                                   |
| Ulrich Thomsen           | dr. Sander Halvorson - arogantní vedoucí výzkumu mimozemského vetřelce. Nařídí získat jeho vzorek navzdory varování Kate Lloydové.                                                                   |
| Adewale Akinnuoye-Agbaje | Derek Jameson - americký ko-pilot helikoptéry a rovněž veterán války ve Vietnamu, Carterův nejlepší přítel.                                                                                          |
| Eric Christian Olsen     | Adam Finch - mladý americký vědec, pracuje jako asistent dr. Sandera Halvorsona. Pozve Kate k výzkumu na norské antarktické základně.                                                                |
| Trond Espen Seim         | Edvard Wolner - norský geolog a velitel základny, dlouholetý přítel dr. Halvorsona. |
| Kristoffer Hivju         | Jonas - nervózní, nicméně přátelský norský polární badatel. |
| Stig Henrik Hoff         | Peder - norský člen základny, pravá ruka Edvarda Wolnera. |
| Jørgen Langhelle         | Lars - bývalý voják, jenž se na norské polární základně stará o psy. Jediný Nor, který nemluví anglicky.                                                                                             |
| Paul Braunstein          | Griggs - ko-pilot americké helikoptéry. |
| Kim Bubbsová             | Juliette - francouzská geoložka. |
| Jonathan Lloyd Walker    | Colin - Brit, ekcentrický operátor rádia. |
| Jo Adrian Haavind        | Henrik - další člen norského vědeckého týmu podílející se na výzkumu. |
| Jan Gunnar Røise         | Olav - řidič norského pásového vozidla. |
| Carsten Bjørnlund        | Karl - norský geolog, rovněž člen výzkumného týmu. |
| Ole Martin Aune Nilsen   | Matias - pilot norské polární základny, odletěl na americkou polární stanici McMurdo, aby doplnil zásoby petroleje, objeví se v závěru filmu.                                                        |

## Děj
V roce 1982 objeví norský vědecký tým ve složení Edvard (Trond Espen Seim), Jonas (Kristofer Hivju), Olav (Jan Gunnar Røise), Karl (Carsten Bjørnlund), Lars (Jørgen Langhelle), Henrik (Jo Adrian Haavind), Colin (Jonathan Lloyd Walker), Peder (Stig Henrik Hoff) a Francouzka Juliette (Kim Bubbsová) pod antarktickým ledem mimozemskou kosmickou loď. Americká paleontoložka Kate Lloydová je přizvána dr. Sanderem Halvorsonem (Ulrich Thomsen) a jeho asistentem Adamem Finchem (Eric Christian Olsen) k výzkumu. Na norskou polární základnu je dopraví helikoptéra řízená Carterem (Joel Edgerton), Derekem (Adewale Akinnuoye-Agbaje) a Griggsem (Paul Braunstein). Když Kate, dr. Halvorson a Adam Finch obhlédnou objevený hvězdolet, jsou informováni, že vědci zároveň nalezli pod ledem tělo mimozemského tvora.

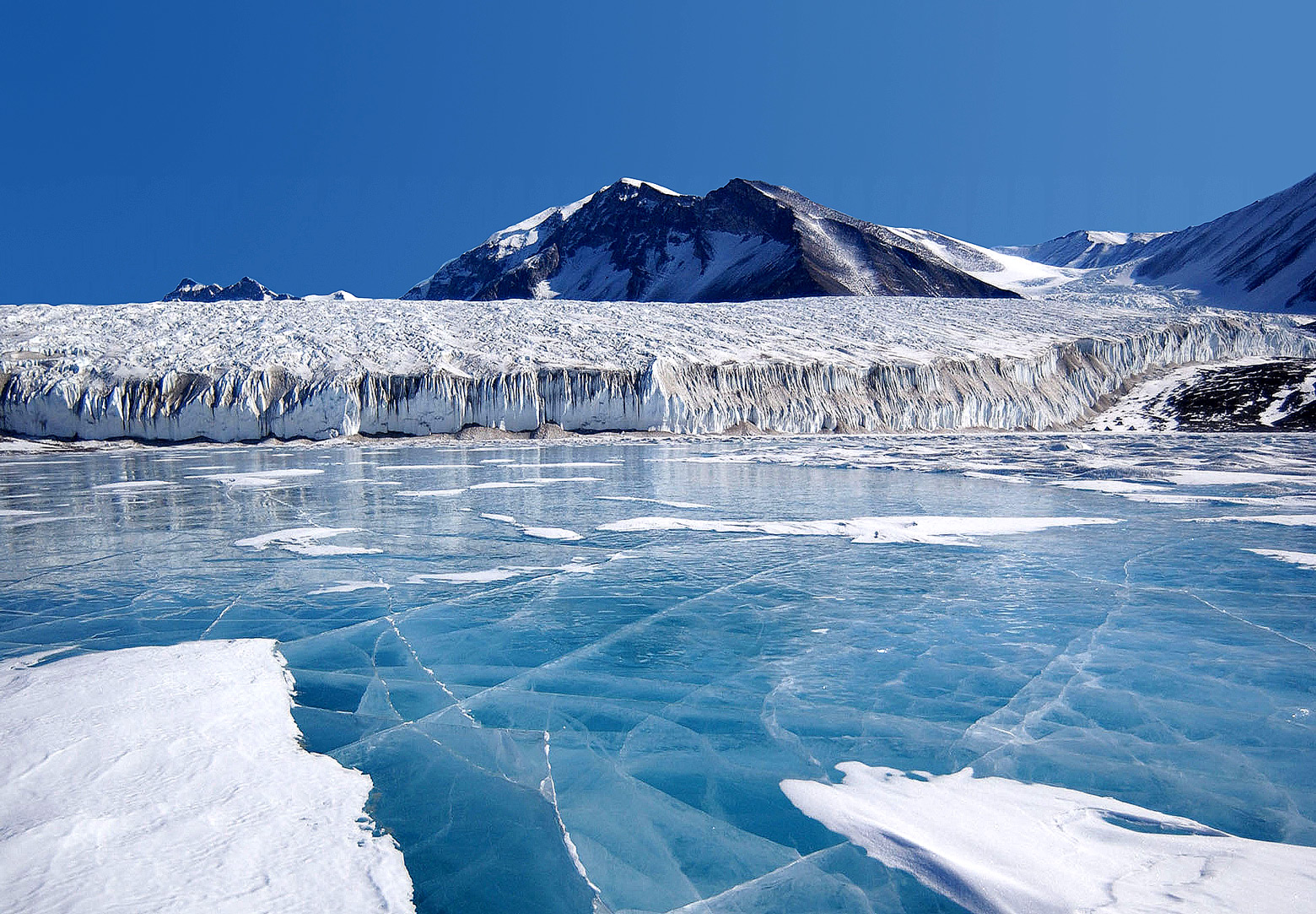
Antarktida.

Tělo je přeneseno na základnu v ledovém bloku. Toho večera, když posádka oslavuje unikátní nález je Derek svědkem osvobození mimozemského návštěvníka z ledu, tvor unikne z budovy. Členové výzkumného týmu po něm začnou pátrat a zjistí, že vetřelec zabil jednoho z Larsových psů. Olav s Henrikem ho spatří, vetřelec pak Henrika zabije. Zbytek týmu rychle přiběhne a stvůru spálí. Pitva vetřelcova těla ukáže, že jeho buňky jsou stále naživu a požírají a imitují ty Henrikovy.
Derek, Carter, Griggs a Olav se chystají odletět helikoptérou, aby přivolali pomoc (rádiové spojení nefunguje). Kate objeví poblíž zkrvavené sprchy zubní plomby. Okamžitě běží ven, aby signalizovala posádce vrtulníku, že má přistát. Během přistávacího manévru se Griggs změní v mimozemskou zrůdu a napadne Olafa. Helikoptéra následně havaruje v nedalekých horách. Když se Kate vrátí ke sprše, zjistí, že krev ze sprchy někdo smyl. Výzkumníci souhlasí s evakuací, ale Lloydová přijde s teorií, podle níž je vetřelec schopen imitovat každého z nich a pravděpodobně to již udělal. Tato její teorie není přijata, ale Juliette jí potají sdělí, že viděla odcházet ze sprchy Colina. Společně hledají klíče od polárních vozidel, aby zabránili ostatním opustit základnu. Juliette se přemění ve Věc a zaútočí na Kate. Ta prchá chodbou pryč, z jedné kajuty nahlédne Karl, kterému se to stane osudné, je pozřen vetřelcem. Přiběhne Lars s plamenometem a zrůdu spálí.
Carter s Derekem se vrátí na pokraji smrti na norskou základnu, ale ostatní odmítají uvěřit, že dokázali přežít havárii a dojít pěšky v zuřící sněhové bouři zpět. Jsou izolováni, dokud Kate nevyvine test, jenž má určit, zda jsou stále lidé. Adam a dr. Halvorson spolupracují na testu, ale ten je někým sabotován. Kate se nevzdá, vymyslí jinou zkoušku. Vezme v potaz fakt, že vetřelec nedokáže imitovat anorganické materiály. S pomocí Larse zkontroluje všem zubní plomby a vyčlení ty, kteří je nemají - Adam, Edvard, dr. Halvorson a Colin. To ještě neznamená, že jsou infikováni, ale ostatní jsou mimo podezření. Lars s Jonasem jdou provést tuto jednoduchou zkoušku na zatím vězněných Američanech - Carterovi a Derekovi, avšak zjistí, že dvojice uprchla. Lars pátrá poblíž jedné z budov a je náhle vtažen dovnitř. Skupina ostatních slyší Cartera a Dereka, jak se dobývají dovnitř. Edvard nařídí Pederovi, aby je spálil, ale Derek má zbraň a několikrát vystřelí, přičemž zabije Pedera a prostřelí palivovou nádrž, která se vznítí. Exploze uvrhne Edvarda do bezvědomí. Je přenesen do ošetřovny, kde se promění ve vetřelce a infikuje Jonase a zabije Dereka. Kate podpálí nakaženého Jonase a Dereka, než se společně s Carterem pustí do pátrání po další Věci. Mezitím je nakažen dr. Halvorson. Kate a Carter se rozdělí, Carter se před Věcí ukryje do kuchyně, Kate ji stačí zlikvidovat, než na něj zaútočí. Oba spatří Halvorsona, jak nasedá do pásového vozidla a vyjíždí do ledového blizardu. Vydají se jej pronásledovat ve zbývajícím vozidle.
Přijíždí k aktivované kosmické lodi. Kate spadne dovnitř vesmírného korábu a je tak oddělena od Cartera. Je napadena vetřelcem, ale dokáže se díky granátům ubránit a dokonce poškodí loď, takže není schopna vzlétnout. Když se Lloydová a Sam Carter vrátí do vozidla, Kate obviní Cartera, že je infikován. Poznala to díky chybějící náušnici a spálí jej.
Následujícího rána přilétá s vrtulníkem na norskou základnu Matias. Colin spáchal sebevraždu v místnosti s rádiem. Lars, jenž přežil útok Věci přikazuje Matiasovi, aby mu ukázal zuby, chce vidět plomby. Z tábora vyběhne Věcí infikovaný pes a prchá pryč. Lars nařizuje pilotovi vzlétnout, aby mohl psa zastřelit.

## Soundtrack
Soundtrack k filmu Věc: Počátek složil Marco Beltrami, vyšel 11. října 2011 ve vydavatelství Varese Sarabande.

### Seznam skladeb
1. "God's Country Music" – 1:27
2. "Road to Antarctica" – 2:41
3. "Into the Cave" – 0:39
4. "Eye of the Survivor" – 2:25
5. "Meet and Greet" – 2:55
6. "Autopsy" – 3:08
7. "Cellular Activity" – 1:38
8. "Finding Filling" – 3:25
9. "Well Done" – 1:32
10. "Female Persuasion" – 4:51
11. "Survivors" – 3:28
12. "Open Your Mouth" – 4:20
13. "Antarctic Standoff" – 3:28
14. "Meating of the Minds" – 4:28
15. "Sander Sucks at Hiding" – 2:22
16. "Can't Stand the Heat" – 2:10
17. "Following Sander's Lead" – 2:39
18. "In the Ship" – 2:39
19. "Sander Bucks" – 0:45
20. "The End" – 2:33
21. "How Did You Know?" – 2:29